# The Brown Bunny
Pour plus de détails, voir Fiche technique et Distribution.
The Brown Bunny est un film américain réalisé par Vincent Gallo, sorti en 2004.

## Synopsis
Bud Clay (Vincent Gallo) est un coureur moto bénéficiant de peu de moyens. Du New Hampshire où il vient de terminer anonymement une course, il se rend en camionnette en Californie pour une autre course. Pour cela, il va traverser une grande partie des États-Unis, passant entre autres par Las Vegas ou les plaines de sel de Bonneville au milieu desquelles il enfourchera sa moto pour un raid solitaire.
Semblant épuisé par la route, mélancolique et déprimé, il a un comportement étrange avec les femmes qu’il croise sur la route : Violet, une post-ado à qui il propose de partir avec lui en Californie avant de l’abandonner aussitôt, Lilly, rencontrée sur une aire d’autoroute avec qui il semble partager une douleur commune, ou encore Rose, une prostituée de Las Vegas à qui il offre simplement un repas à emporter.
Sur la route, il rend visite aux parents de Daisy (Chloë Sevigny), séniles, qui gardent son « Brown Bunny », un lapin nain. On apprend que Daisy et lui attendaient un enfant et que celle-ci a brutalement disparu et n’a plus jamais donné de nouvelles…
De retour à Los Angeles, après un bilan de santé de sa moto, il se rend chez Daisy. Bien que la maison semble abandonnée, il laisse un message sur la porte. Peu de temps après, Daisy le rejoint à l’hôtel. Elle plaide pour une réconciliation mais Bud lui reproche de l’avoir trompé. Elle s’enferme dans les toilettes pour fumer du crack et retourne affronter Bud.
Tout prendra sens à l’issue de cette rencontre.

## Fiche technique
- Titre : The Brown Bunny
- Réalisation : Vincent Gallo
- Scénario : Vincent Gallo
- Photographie : Vincent Gallo
- Montage : Vincent Gallo
- Décors : Vincent Gallo
- Costumes : Vincent Gallo
- Production : Vincent Gallo
- Sociétés de production : Kinetique et Wild Bunch
- Société de distribution : Wellspring Media
- Budget : 10 millions de dollars (7,58 millions d'euros)
- Pays d'origine : États-Unis, Japon
- Langue : anglais
- Format : Couleurs - 1,66:1 - Dolby Digital - 16 mm
- Genre : Drame
- Durée : 93 minutes
- Dates de sortie : 21 mai 2003 (festival de Cannes), 7 avril 2004 (France, Suisse romande), 18 août 2004 (Belgique), 27 août 2004 (États-Unis)
- Film interdit aux moins de 16 ans lors de sa sortie en France

## Distribution
- Vincent Gallo : Bud Clay
- Chloë Sevigny : Daisy
- Cheryl Tiegs : Lilly
- Elizabeth Blake : Rose
- Anna Vareschi : Violet
- Mary Morasky : Mme Lemon
- Jeffrey Wood : un pilote
- Eric Wood : un pilote
- Michael Martire : un pilote
- Rick Doucette : un pilote
- Jim Lester : un pilote
- Michael Niksa : un pilote

## Bande originale
- Come Wander with Me, composé par Jeff Alexander
- Tears for Dolphy, composé par Ted Curson
- Milk and Honey, interprété par Jackson C. Frank
- Beautiful, interprété par Gordon Lightfoot
- Smooth, interprété par Francesco Accardo
- Forever Away, interprété par John Frusciante
- Dying Song, interprété par John Frusciante
- Leave All The Days Behind, interprété par John Frusciante
- Prostitution Song, interprété par John Frusciante
- Falling, interprété par John Frusciante

Les cinq derniers morceaux interprétés par John Frusciante ne sont pas présents dans le film, mais le cinéaste avoue les avoir beaucoup écoutés durant le tournage, et a tenu à ce qu'ils soient présents sur l'album. Ces titres sont également présents sur un album solo de l'ami très proche du réalisateur et guitariste des Red Hot Chili Peppers, album solo portant le même titre que le film.

## Réception critique
Le film a reçu un assez mauvais accueil au Festival de Cannes de 2003, il a été hué durant la projection. De nombreuses critiques de presse ont corroboré ces réactions, les mots "narcissique", "auto-complaisant", "prétentieux" ou simplement "ennuyeux" revenant dans plusieurs articles. 
Mais le film reçut également des critiques positives, la revue les Cahiers du cinéma le classant par exemple parmi les 10 meilleurs films de 2004 dans son classement annuel.
Après avoir vu le film lors du festival de Cannes en 2003 alors que le montage n'était pas définitif, le critique américain Roger Ebert déclara qu'il s'agissait du pire film qu'il ait jamais vu. Vincent Gallo, contrarié, traita Ebert de « gros porc ». Ebert répliqua : « Un jour, je serai mince… mais M. Gallo sera toujours le réalisateur de The Brown Bunny ». Gallo alla jusqu'à se moquer du cancer du côlon d'Ebert, qui fit remarquer que sa dernière coloscopie était plus intéressante à voir que le film de Gallo. Après l'avoir revu dans un montage raccourci de 25 minutes, Ebert indiqua que le nouveau montage changeait complètement le film et en donna une bonne critique.
Le mauvais accueil reçu par The Brown Bunny à Cannes a fait l'objet d'une parodie quelques années plus tard dans Les Vacances de Mr Bean. Willem Dafoe y incarne un metteur en scène visiblement inspiré de Vincent Gallo, son personnage étant d'ailleurs baptisé Carson Clay, un peu comme le Bud Clay du Brown Bunny.

## Distinctions
- Festival international du film de Thessalonique 2003 : sélection officielle, en compétition
- Festival de Cannes 2003 : sélection officielle, en compétition
- Prix FIPRESCI, lors du Festival international du film de Vienne en 2003.

## Autour du film
- Le tournage s'est déroulé à Keene, Las Vegas, Los Angeles, Moab, Saint-Louis, dans la plaine de sel de Bonneville Salt Flats et Wichendon.
- Lors d'une conférence de presse durant le Festival de Cannes 2003, le cinéaste déclara avoir renvoyé Winona Ryder et Kirsten Dunst, qui avaient toutes deux commencé à tourner quelques scènes[réf. nécessaire].
- Après la sortie du film, à cause d'une scène de fellation non simulée culminant dans la déglutition du sperme de Gallo[5], l'agence William Morris résilia le contrat qu'elle avait avec l'actrice Chloë Sevigny[6].
- Il se pourrait que la scène de fellation soit simulée, puisque Claire Denis dira reconnaître une prothèse pénienne qu'elle a utilisée dans le film Trouble Every Day[7]. Le réalisateur affirme cependant qu'aucune prothèse n'a été utilisée et il ne fut pas démenti par l'actrice concernée[7].
- En 2024, l'actrice Jennifer Jason Leigh confirme qu'elle était bien pressentie par Gallo pour le rôle de Daisy et, en outre, assure qu'elle n'était pas effrayée par la fameuse scène de la fellation non simulée qu'elle aurait tournée avec son consentement. Finalement, elle se retira du projet en raison de sa relation sentimentale personnelle du moment ce qui l'a poussa à laisser sa place à Chloë Sevigny[8].